# Beyond Belief (hudební skupina)
Beyond Belief (v překladu k neuvěření) byla nizozemská metalová kapela založená roku 1986 v nizozemském městě Kampen kytaristou a zpěvákem A.J. van Drenthem a baskytaristou Artino Sellesem.

Hrála mix doom metalu a death metalu. V roce 2012 se rozpadla.
První studiové album se jmenuje Towards the Diabolical Experiment a vyšlo v roce 1993.

## Diskografie

### Dema
- Remind the Skull (1991)[1]
- Stranded (1992)[1]

### Studiová alba
- Towards the Diabolical Experiment (1993)[1]
- Rave the Abyss (1995)

### Kompilace
- Dawn (2003)